# 리처드 J. 에반스

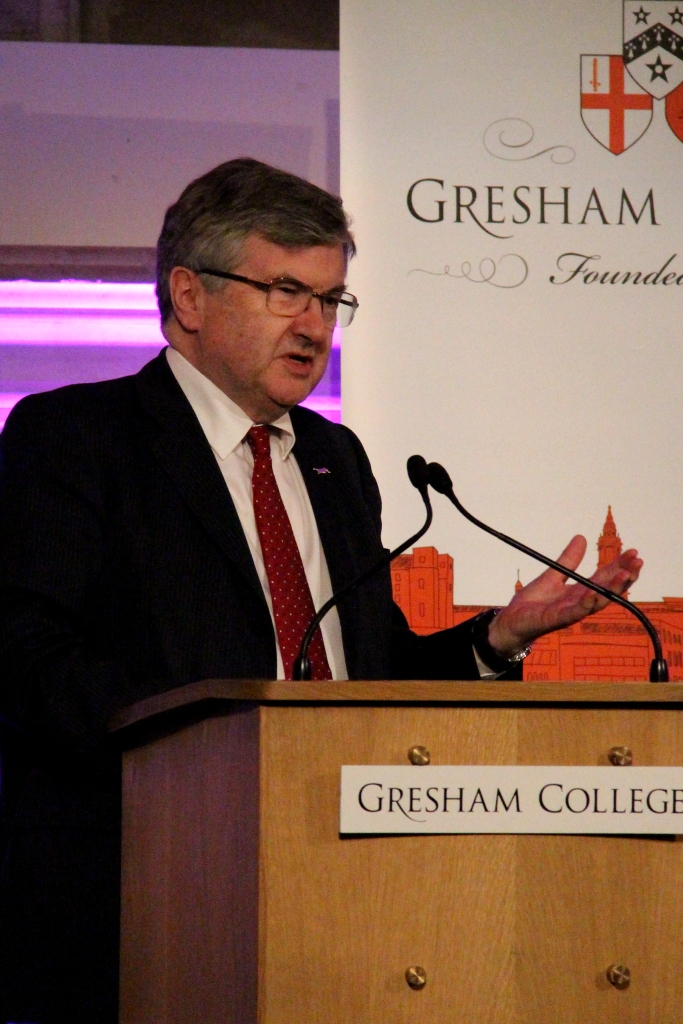

리처드 존 에반스 경 FBA FRSL FRHistS FLSW(Sir Richard John Evans, 1947년 9월 29일 ~ )은 19~20세기 유럽, 특히 독일을 다룬 영국의 역사학자이다. 3권으로 된 《The Third Reich Trilogy》(2003-2008)를 포함해 18권의 책을 저술했다. 에반스는 2008년부터 2014년 은퇴할 때까지 케임브리지 대학교에서 역사학 교수로 재직했으며, 2010년부터 2017년까지 케임브리지 울프슨 칼리지의 총장을 역임했다. 2014년부터 런던의 그레셤 대학(Gresham College)의 학장으로 재직하고 있다. 에반스는 2012년 최하위 훈작사로 임명되었다.
에반스는 독일 제국에 관한 출판물을 통해 처음으로 학문적 명성을 확립했다. 1970년대 초, 에반스는 20세기 전반 독일의 페미니스트 운동에 대한 연구인 자신의 논문을 연구하기 위해 독일을 여행했다. 에반스는 독일 페미니즘에 대한 연구를 이어받아 1840년부터 1920년까지 북미, 오스트랄라시아, 유럽에서 페미니스트 운동의 역사를 추적했다. 주제는 독일 중산층 문화의 약점과 민족주의의 매력에 대한 민감성이었다.  에반스는 자유주의와 페미니즘이 모두 서구 세계의 다른 곳에서 번성했음에도 불구하고 이러한 이유로 독일에서 실패했다고 주장했다.
에반스의 주요 관심사는 사회사로 아날학파의 영향을 많이 받다.  그는 19세기 독일 사회 발전이 제3제국 의 부상을 위한 길을 닦았다는 Fischer의 의견에 대체로 동의하지만, 에반스는 다른 많은 가능성이 발생할 수 있었다는 점을 지적하기 위해 애를 썼다. 에반스에게 19세기 독일 중산층의 가치에는 이미 싹트고 있는 국가 사회주의의 씨앗이 들어 있었다.
에반스는 1970년대에 독일 제국 기간 동안의 독일 역사를 "아래에서" 조사하고자 했던 젊은 영국 역사가 그룹의 일원이었다. 이 학자들은 "정치의 풀뿌리와 서민의 일상생활과 경험의 중요성"을 강조했다. "역사는 사람들과 그들의 관계에 관한 것이다. 에반스는 '사람들이 자신의 삶을 구축하고 미래를 만드는 데 얼마나 많은 자유 의지를 가질 수 있는가' 라는 영원한 질문에 대한 것이다. 그는 "전범적인 역사적 주제, 정치적 견해, 방법론적 접근에 걸쳐 일어나고 다양한 방식으로 표현되어 온 경향의 결과인 "인민사의 새로운 학파"의 창설을 지지했다고 말했다. ".
에반스의 주요 연구 작품으로는 19세기 독일의 계급 갈등과 자유 정부에 대한 연구인 함부르크의 콜레라 전염병을 예로 들며 통계적 방법을 산업화 사회의 사회적 불평등 탐구에 적용한 죽음의 함부르크(Death in Hamburg, 1987) 등이 있다.  독일 사회사에 대한 또 다른 연구는 Tales from the German Underworld (1998)로, 에반스는 19세기 후반에 노숙자 여성, 위조자, 매춘부, 사기꾼 등 4명의 독일 범죄자의 삶의 이야기를 추적했다.  Retuals of Retribution에서 에반스는 독일에서 사형의 역사를 추적하고 미셸 푸코, 필립 아리에스 및 노르베르트 엘리아스의 아이디어를 가이드로 사용하여 사형에 대한 반대가 자유주의가 우세할 때 가장 강력하고 우파가 우세할 때 사형에 대한 지지가 가장 강력하다고 주장했다. 따라서 에반스의 관점에서 독일의 사형은 단순히 법이 무익하게 적용되는 문제가 아니라 오히려 국가권력이 행사 되는 형태였다.
1980년대에 에반스는 역사가 논쟁에서 두각을 나타냈으며, 에반스의 견해는 그의 1989년 책인 In Hitler's Shadow에 설명되어 있다.
에반스는 놀테의 진술을 홀로코스트 부정으로 묘사하였다. 그는 승리자가 역사를 쓰기에 제3제국이 악으로 여겨지는 유일한 이유는 전쟁에서 졌기 때문이라는 놀테의 합리화를 지목했다. 에반스는 또한 홀로코스트를 정당화하기 위한 시도로서 Chaim Weizmann이 1939년 9월 3일 Neville Chamberlain에게 보낸 편지가 유대인 기관 이 전쟁 노력을 지원할 것이라고 약속한 Nolte의 주장이 독일에 대한 "유대인 전쟁 선언"을 구성했다고 비난했다. 1989년 자신의 책에서 에반스는 힐그루버와 힐데브란트의 의도주의적 이론을 비판하기도 했다. 정치사에 대한 슈튀르머의 과도한 초점과 사회 조건의 간과를 시대에 뒤떨어진 위인 역사 이론으로의 퇴행으로 비판했다. 에반스는 "아우슈비츠로 가는 길은 증오로 건설되었지만 무관심으로 포장되어 있다"고 쓴 이언 커쇼를 높이 평가했다.
에반스는 2000년 미국 역사가 Deborah Lipstadt 에 대한 데이비드 어빙의 명예 훼손 사건, Irving v Penguin Books 및 Lipstadt에서 변호인의 전문가 증인 역할로 일반 대중에게 가장 잘 알려져 있다. Lipstadt는 1993년 그녀의 책 Denying the Holocaust에서 그를 "홀로코스트 부인자"이자 "아돌프 히틀러의 열렬한 추종자"라고 언급한 후 명예 훼손으로 소송을 당했다. Lipstadt는 또한 Irving이 "증거를 왜곡하고 자신의 목적을 위해 문서를 조작하고...[또한] 역사적으로 지지할 수 없는 결론, 특히 히틀러를 무죄한 결론에 도달하기 위해 문서를 왜곡하고 데이터를 잘못 표현"했다고 비난했다.
2003년과 2008년 사이에 에반스는 제3제국의 역사를 3권으로 출판했다. 독일 역사의 선도적인 학자로서 다년 간의 경험을 바탕으로 에반스는 단일 학자가 작성한 히틀러 정권의 흥망에 관한 가장 광범위하고 포괄적인 역사를 만들었다.